# 大津市立逢坂小学校
大津市立逢坂小学校（おおつしりつ おうさかしょうがっこう）は、滋賀県大津市音羽台にある公立小学校。

## 沿革
- 1873年（明治6年）2月 - 滋賀郡第6区第9小学校が開校。
- 1873年（明治6年）3月 - 滋賀郡第7区大7区大15小学校が開校。
- 1875年（明治8年）11月 - 第9小学校、明倫学校と改称。
- 1876年（明治9年）4月 - 尊道学校と改称。
- 1876年（明治9年）8月 - 逢坂小学校と改称。
- 1878年（明治11年） - 東浦学校が開校。
- 1878年（明治11年）9月 - 易科大津第2小学校を併設。
- 1892年（明治25年）5月 - 滋賀郡大津南尋常小学校と改称。
- 1898年（明治31年）10月1日 - 大津市制実施により、大津市立大津南尋常小学校と改称。
- 1941年（昭和16年）4月1日 - 大津市逢坂国民学校と改称。
- 1947年（昭和22年）9月1日 - 大津市立逢坂小学校と改称。

## 通学区域
- 梅林一丁目、梅林二丁目、春日町、御幸町、札の辻、逢坂一丁目、逢坂二丁目、末広町、音羽台、梅林町、朝日が丘一丁目、朝日が丘二丁目、松本本宮町、本宮一丁目、本宮二丁目、東浦垣内町[1][2]。

※卒業後は基本的に大津市立打出中学校に進学する。